# Бунчук, Борис Иванович
Борис Иванович Бунчук (род. 10 сентября 1955 года в с. Новые Бросковцы, Черновицкая область) — профессор кафедры украинской литературы, декан филологического факультета Черновицкого национального университета, поэт, член Национального союза писателей Украины.

## Биография
Бунчук родился 10 сентября 1955 года в селе Новые Бросковцы на Буковине.
Неполное среднее образование получил в селе Заболотье (Черновицкая область), а среднее — в Сторожинецкой ООШ I—III степеней № 1. В 1972 году после окончания средней школы поступил на филологический факультет Черновицкого государственного университета им. Ю. Федьковича, который успешно окончил в 1977 году. По окончании университета преподавал. В 1981 году окончил аспирантуру при кафедре украинской литературы. Защитил диссертацию, получил степень кандидата филологических наук, а в 2001 году — доктора филологических наук.
Б. Бунчук является одним из ведущих знатоков поэзии Украины. Автор многочисленных работ о стихосложениях И. Франко, Леси Украинки, П. Кулиша, М. Старицкого, Г. Сковороды, И. Котляревского и др. В исследованиях, главным образом, пользуется методологическим аппаратом российского учёного М. Гаспарова.
Сейчас Б. Бунчук — профессор кафедры украинской литературы, декан филологического факультета Черновицкого национального университета им. Ю. Федьковича, лауреат литературной премии им. Д. Загула (1997 г.) и премии им. Т. Мельничука (2003 г.).

## Творчество
Автор первого исследования о свободном стихе (верлибр) в украинской литературе и о стихосложении И. Франко в контексте новой украинской литературы, автор нескольких учебных пособий.
Первые пробы пера приходятся на годы учёбы в сторожинецкой школе. Не переставал сочинять и в студенческие годы и годы научной, преподавательской работы, поэзию считал своим призванием, любовью всей жизни. Свои стихи печатал в районной и областных газетах «Буковина», «Молодой буковинец», в журналах «Днипро», «Утро», «Буковинский журнал», в коллективных сборниках «Солнечные часы», «Звонкий источник», «Утренний клич», в альманахе «Паруса — 76—77», в сборнике «Поэзия» (1983, № 7). В 1984 году был напечатан первый сборник стихов Б. Бунчука «Новоселье». В нём определилось общественное и творческое кредо поэта. Любимыми темами мастера верлибра являются темы женской судьбы, любви, почёта и уважения к родителям. Именно они являются ведущими во втором сборнике под названием «Мера истинного» (1988 г.). Многие стихи Борис Бунчук посвятил родным — отцу и матери, преждевременно ушедшим из жизни. Человечность, искренность, чистота сыновних чувств характерна для поэзии цикла «Лицо матери моей». В 1997 году свет увидел третий сборник Б. Бунчука «Вместо центурий». Поэт показывает свои предсказания, ставит диагноз современному бытию, верит в бессмертие духа, ищет истины, переосмысливая сложные проблемы — моменты нашего бытия, хочет понять душевное равновесие человека в мире хаоса, потрясений.